# Francesco II Ordelaffi
Francesco II Ordelaffi, mort en 1374, est un noble italien de la famille des Ordelaffi de la ville de Forlì qui vécut au XIIIe siècle. Il est seigneur de Forlì, de 1331  à 1359. 
Fils de Sinibaldo Ordelaffi, petit-fils de Teobaldo Ordelaffi et d'Onestina dei Calboli, il est le frère de Scarpetta et de Francesco Ier. La famille Ordelaffi soutenait la faction gibeline et la famille Calboli soutenait la faction guelfe.
Il épousa Marzia degli Ubaldini, dite « Cia » et il soutint en permanence le parti gibelin.
Il commence à gouverner Forlì avec son oncle Francesco Ier jusqu’à ce qu’ils soient tous les deux expulsés de la ville par les armées papales en 1332 et qu’ils ne conservent que la seigneurie de Forlimpopoli. Toutefois, il réussit à reprendre rapidement son titre en devenant le chef gibelin de Romagne.
En 1337, il fait prisonnier l’archevêque de Ravenne et est alors excommunié par le pape Benoît XII. Sa brouille avec le pape se termine à son avantage car il est nommé, en 1338, vicaire pontifical de Forlì, Cesena et Forlimpopoli en échange d’un tribut annuel. Il est à nouveau excommunié quand il prend plus tard le parti de l’empereur Louis IV de Bavière pour ne plus avoir à payer le tribut. Pour indiquer nettement le camp qu’il a choisi, il réussit à obtenir le titre de vicaire impérial.
En 1347-1348, il héberge Boccace, qui fréquente, près de lui, les poètes Nereo Morandi et Francesco Miletto de Rossi, dit « Checco », avec lequel il maintiendra ensuite une correspondance amicale.
En 1350, il conquiert Bertinoro, Meldola, Fontanafredda et Giaggiolo mais il voit s’opposer à lui le cardinal Albornoz, aidé des Malatesta de Rimini.
Il demeure seigneur de Forlì jusqu'à sa défaite en 1359 devant les armées pontificales dirigées par le cardinal Albornoz après une forte résistance, pendant laquelle sa femme « Cia » et son fils Ludovico défendent le château de Cesena. Forlì tombe aux mains des armées pontificales le 4 juillet 1359. Il dut alors se contenter du titre de Vicaire de Forlimpopoli et de Castrocaro.
Plus tard, il combat pour Barnabé Visconti contre les armées du pape et essaye sans succès de reprendre Forlì.
Francesco II Ordelaffi meurt à Venise en 1374.